# Флорес, Рената
Рената Флорес (исп. Renata Flores; 28 августа 1949, Мехико, Мексика — 9 февраля 2024, там же) — мексиканская актриса, известная также как Рената.

## Биография
Родилась 7 января 1949 года в Мехико. В 1964 году дебютировала как рок-певица.
В кино стала сниматься в ранней молодости — её дебют состоялся в 1968 году. Впредь актриса снималась в самых лучших своих киноработах, некоторые из которых стали сенсационными и культовыми. В 1987 году актриса снималась в культовой теленовелле «Дикая Роза», где она исполняла роль экономки в особняке Линаресов — Леопольдины, отрицательной героини с юмористическими чертами характера.
Последние её роли в сериалах относились к 2012-13 годам. Впоследствии она появлялась в отдельных эпизодах в 2017 и 2022 годах.
В последние годы жизни актриса стала бездомной и жила в машине и на улицах Мехико с несколькими собаками, пока не получила помощь от мексиканского фонда Casa del Actor, предоставившего ей жилище и обеспечившего необходимыми средствами в 2020 году.
Скончалась 9 февраля 2024 года в Мехико от рака, которым страдала несколько лет.

## Фильмография

### Теленовеллы студииTelevisa
- 1977 — Рина — Рената
- 1982 — Искорка — Ирене
- 1984 — Да, моя любовь — Эдит
- 1987 — Дикая Роза — Леопольдина
- 1992 — Американская карусель — Мартино Солис
- 1996 — Моя дорогая Исабель — Эндолина
- 1998 — Узурпаторша — Эстела
- 1999 — Росалинда — Соила
- 2000 — Личико ангела — инспекторша Панталеона Маласара
- 2000 — Обними меня крепче — эпизод
- 2005 — Перегрина — Дивина
- 2007 — Лола, давай — Сельма
- 2007 — Огонь в крови — Петра
- 2008 — Осторожно с ангелом — Мартирио
- 2009 — Море любви — Симона
- 2011 — Торжество любви — надзирательница в тюрьме